# サンタモニカ・ロリポップ
「サンタモニカ・ロリポップ」は、FANTASTICS from EXILE TRIBEの9枚目のシングル。2022年3月9日にrhythm zoneから発売。

## メディアでの使用
サンタモニカ・ロリポップ
日本テレビ系『FUN! FUN! FANTASTICS season2』主題歌
Turn to You
MBS・TBS系ドラマ『liar』エンディング主題歌
Tie and Tie
舞台『錆色のアーマ -繋ぐ-』主題歌
アニメ「錆色のアーマ－黎明－」エンディングテーマ

## 収録曲

### CD
1. サンタモニカ・ロリポップ [3:37]
作詞：小竹正人、作曲：Felix Back・原田茂幸
2. Turn to You [4:21]
作詞・作曲：草野華余子、編曲：草野華余子・篠崎あやと・橘亮祐
3. さよならレイニー・タウン [4:36]
作詞：小竹正人、作曲：FAST LANE・MATS LIE SKARE
4. Tie and Tie [4:17]
作詞：小竹正人、作曲：Daniel Kim・Jiyeon Park・山岡広司
5. サンタモニカ・ロリポップ (Instrumental)
6. Turn to You (Instrumental)
7. さよならレイニー・タウン(Instrumental)
8. Tie and Tie (Instrumental)

### DVD
1. サンタモニカ・ロリポップ (Music Video)
2. サンタモニカ・ロリポップ (Music Video Making Movie)